# Ramal ferroviario Cañuelas-Las Flores-Olavarría
El Ramal Cañuelas - Las Flores - Olavarría pertenece al Ferrocarril General Roca, Argentina.

## Ubicación
Partiendo de la Ciudad de Cañuelas, el ramal atraviesa 268 km por la provincia de Buenos Aires.

## Servicios
La red de carga es operada desde Cañuelas hasta Olavarría, por la empresa Ferrosur Roca.
Sólo presta servicios de carga entre las estaciones Cañuelas y Monte a cargo de la empresa estatal Trenes Argentinos Operaciones.

## Imágenes

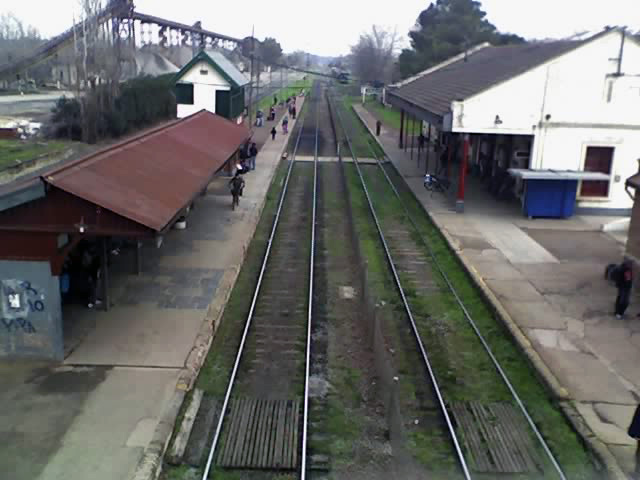
Cañuelas
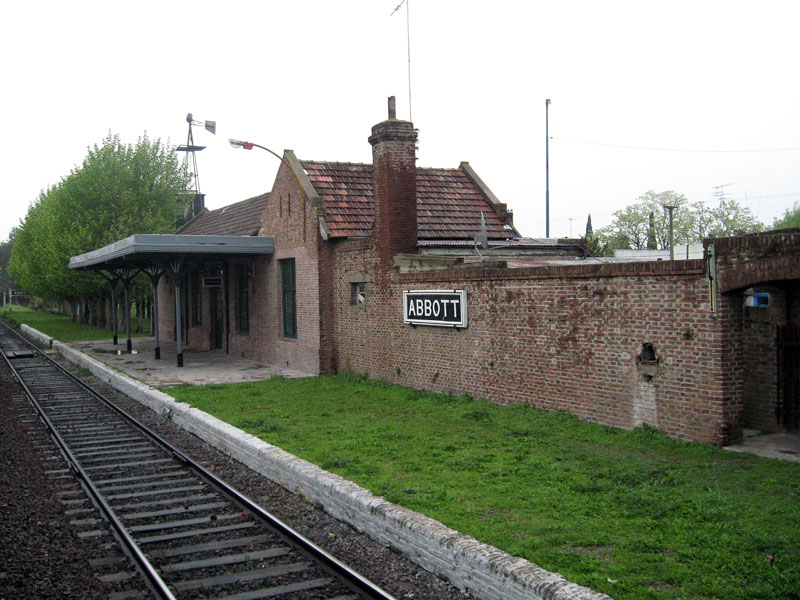
Abbott
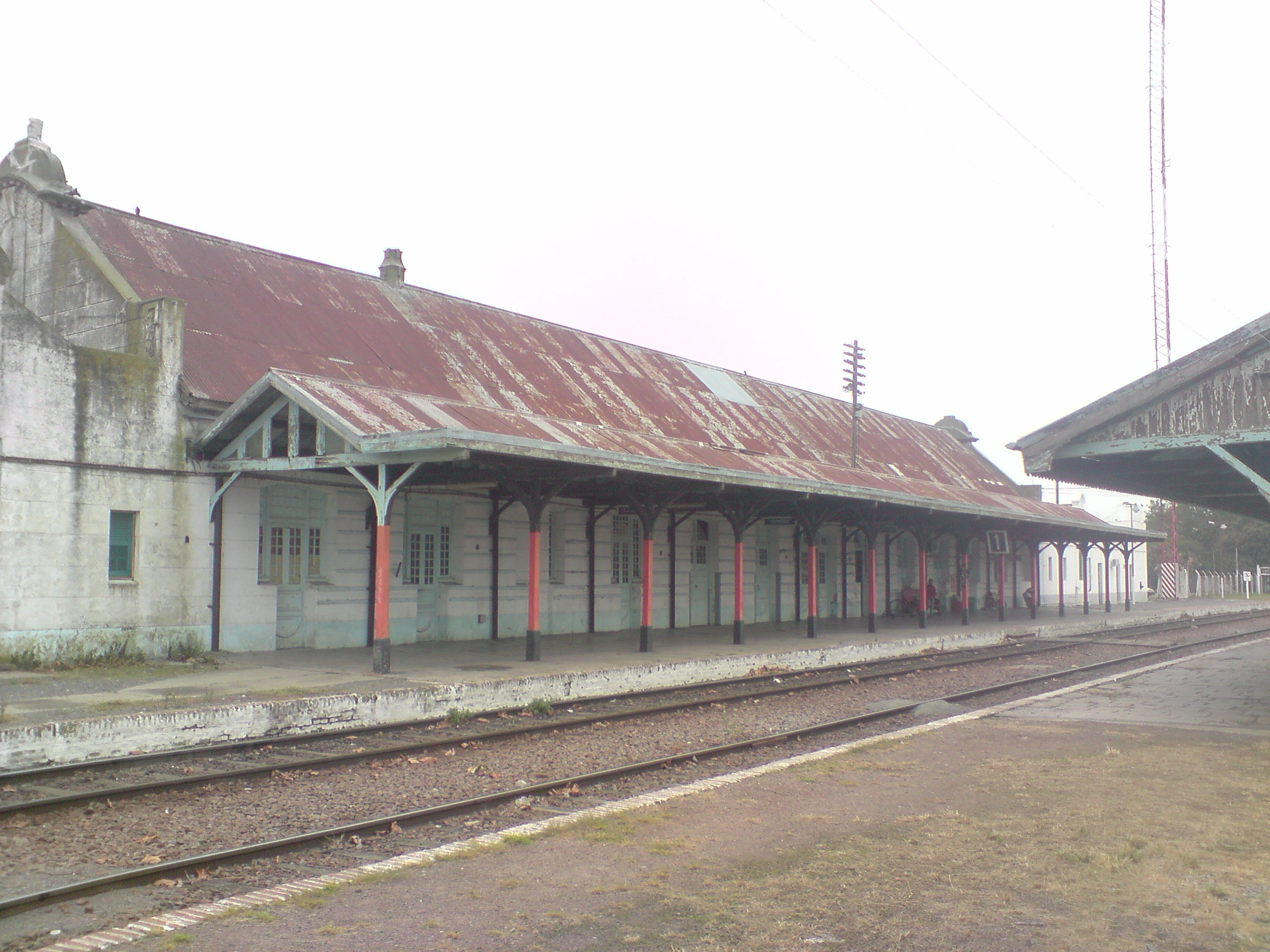
Las Flores
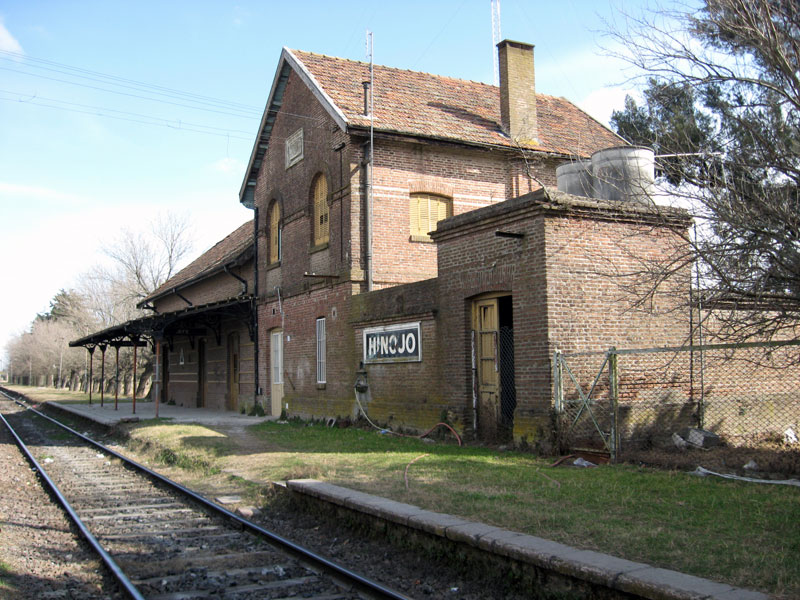
Hinojo